# Спиридонов, Василий Афанасьевич
Василий Афанасьевич Спиридонов (род. 12 октября 1972, Якутская АССР) — российский легкоатлет-сверхмарафонец.

## Карьера
Победитель сверхмарафона «Испытай себя» (2004, 2005).
Победитель 6-часового забега «Lauf in Vantaa» (2005).
Чемпион России (2011) и вице-чемпион России (2006, 2007) по бегу на 100 км.
Участник чемпионатов мира по бегу на 100 км 2006 и 2011 года.
Старший оперативный дежурный части в спецназе «Белый медведь», майор.